# 达尼·塞瓦略斯
丹尼尔·塞巴洛斯·费尔南德斯（西班牙語：Daniel Ceballos Fernández；1996年8月7日—），是一名西班牙職業足球員，司職中場，目前效力於西甲球會皇家馬德里，亦是西班牙國家足球隊成員之一。

## 球會生涯

### 貝迪斯
施巴路斯於塞維利亞省乌特雷拉出生，2004年，他於8歲時加入西維爾的青訓，但最終於2009年因患上慢性支气管炎而被球會放棄。其後，施巴路斯為其家鄉球會CD Utrera上陣，並於2011年被贝蒂斯簽下。2014年2月22日，他簽下首份職業合同。
2014年4月26日，施巴路斯未曾為貝迪斯B隊上陣的情況下，被派遣於一線隊上陣。他在主負皇家蘇斯達0比1的聯賽中，於比賽尾段後備入替。12月21日，施巴路斯於西乙聯賽對陣桑坦德的比賽中，攻入職業生涯首個入球，助球隊於主場以2比0勝出。於2014-15賽季，他為球隊上陣33場，攻入5球，協助球隊重返西甲聯賽。
談判了一段長時間後，施巴路斯與貝迪斯續約至2020年。2017年4月16日，他於主勝埃瓦爾2比0的聯賽中攻入他在西甲聯賽的首球。

### 皇家馬德里
2017年7月14日，施巴路斯轉會至西班牙甲組足球聯賽俱樂部皇家马德里，轉會費為1800萬歐元，簽約6年。8月16日，他於西班牙超級盃次回合對陣巴塞罗那的比賽中，首次代表球會上陣，並以2比0擊敗對手。9月23日，施巴路斯於客勝阿拉维斯2比1的比賽中首次正選上陣，並梅開二度。
施巴路斯於2017–18年歐洲冠軍聯賽中出場4次，隨隊贏得該屆的冠軍。2019年1月13日，他於聯賽對陣舊貝迪斯的比賽中，於第74分鐘後備上陣。施巴路斯被貝迪斯的球迷報以噓聲下，於比賽尾段射入罰球，最終皇家馬德里以2比1勝出。

### 阿仙奴（外借）
2019年7月25日，施巴路斯被外借至英格蘭超級足球聯賽球隊阿仙奴，為期一年，將穿上8號球衣。8月17日，他於對陣般尼的聯賽中正選上陣，交出2次助攻，賽後獲得全場最佳球員的獎項。10月3日，施巴路斯在主勝標準列治4比0的欧足联欧洲联赛比賽中，射入轉會後首個入球。2020年6月28日，他於英格蘭足總盃四強對陣谢菲尔德联的比賽中，於補時階段射入1球，助球隊晉級四強比賽。2020年8月2日，他於英格蘭足總盃決賽對陣車路士的比賽中正選上陣，協助球隊奪得第14個足總盃冠軍。
2020年9月4日，阿仙奴宣佈再次借入塞巴洛斯，繼續穿上8號球衣。
2020年9月19日，塞巴洛斯在對陣西汉姆的比賽中交出助攻，助球隊以2比1勝出。

## 國家隊生涯
2021年6月，塞巴洛斯入選了西班牙23歲以下國家足球隊大名單的三名超齡球員之一，參加2020年夏季奥林匹克运动会男子足球比赛。

## 生涯統計

### 球會
截至2020年7月26日
| 球會           | 賽季        | 聯賽                 | 聯賽 | 聯賽 | 盃賽1 | 盃賽1 | 歐洲賽事 | 歐洲賽事 | 總計 | 總計 |
| 球會           | 賽季        | 聯賽                 | 出場 | 入球 | 出場  | 入球  | 出場     | 入球     | 出場 | 入球 |
| -------------- | ----------- | -------------------- | ---- | ---- | ----- | ----- | -------- | -------- | ---- | ---- |
| 贝蒂斯         | 2013-14賽季 | 西班牙甲組足球聯賽   | 1    | 0    | 0     | 0     | —        | —        | 1    | 0    |
| 贝蒂斯         | 2014-15賽季 | 西班牙乙組足球聯賽   | 33   | 5    | 2     | 0     | —        | —        | 35   | 5    |
| 贝蒂斯         | 2015–16賽季 | 西班牙甲組足球聯賽   | 34   | 0    | 4     | 0     | —        | —        | 38   | 0    |
| 贝蒂斯         | 2016-17賽季 | 西班牙甲組足球聯賽   | 30   | 2    | 1     | 0     | —        | —        | 31   | 2    |
| 贝蒂斯         | 總計        | 總計                 | 98   | 7    | 7     | 0     | —        | —        | 105  | 7    |
| 贝蒂斯B隊      | 2014-15賽季 | 西班牙足球乙二级联赛 | 4    | 0    | —     | —     | —        | —        | 4    | 0    |
| 皇家马德里     | 2017-18賽季 | 西班牙甲組足球聯賽   | 12   | 2    | 6     | 0     | 4        | 0        | 22   | 2    |
| 皇家马德里     | 2018–19賽季 | 西班牙甲組足球聯賽   | 23   | 3    | 7     | 0     | 4        | 0        | 34   | 3    |
| 皇家马德里     | 總計        | 總計                 | 35   | 5    | 13    | 0     | 8        | 0        | 56   | 5    |
| 阿仙奴（外借） | 2019-20賽季 | 英格蘭足球超級聯賽   | 24   | 0    | 6     | 1     | 6        | 1        | 36   | 2    |
| 阿仙奴（外借） | 2020-21賽季 | 英格蘭足球超級聯賽   | 0    | 0    | 0     | 0     | 0        | 0        | 0    | 0    |
| 生涯總計       | 生涯總計    | 生涯總計             | 161  | 12   | 26    | 1     | 13       | 1        | 200  | 14   |

1包括西班牙超級盃、歐洲超級盃、国际足联俱乐部世界杯、英格蘭足總盃和英格蘭聯賽盃的賽事。

### 國家隊上陣次數
截至2019年10月15日
| 國家隊           | 年份 | 出場 | 入球 |
| ---------------- | ---- | ---- | ---- |
| 西班牙國家足球隊 | 2018 | 5    | 1    |
| 西班牙國家足球隊 | 2019 | 4    | 0    |
| 總計             | 總計 | 9    | 1    |

### 國家隊入球
西班牙國家足球隊的比分及入球列前。
| # | 日期           | 地點                       | 對手 | 入球 | 比數 | 比賽                   |
| - | -------------- | -------------------------- | ---- | ---- | ---- | ---------------------- |
| 1 | 2018年11月15日 | 克羅地亞，馬克西米爾體育場 |      | 1–1  | 2–3  | 2018–19年歐洲國家聯賽A |

## 榮譽

### 球會
贝蒂斯
- 西班牙足球乙级联赛：2014-15賽季[9]

 皇家馬德里
- 西班牙足球甲级联赛冠軍：2021-22年 、2023-24年
- 西班牙超級盃：2017年（英语：2017 Supercopa de España）[29][30]、2022年、2024年
- 欧洲冠军联赛：2017-18賽季、2021-22賽季[31]、2023-24賽季
- 歐洲超級盃：2017年[32]、2022年
- ：2017年、2018年、2022年
- 西班牙國王盃：2022–23賽季

 阿仙奴
- 英格蘭足總盃冠軍：2019-20賽季[33]

### 國家隊
西班牙 U19
- 歐洲U-19足球錦標賽：2015年[34]

 西班牙 U21
- 歐洲U-21足球錦標賽：2019年[35]

 西班牙 U23
- 奧林匹克運動會足球比賽銀牌：2020年

### 個人
- 歐洲U-21足球錦標賽最佳陣容：2017年[36]